# Paracilicaea dakini
Paracilicaea dakini là một loài chân đều trong họ Sphaeromatidae. Loài này được Tattersall miêu tả khoa học năm 1922.